# Emiliano Zapata, Ixhuatlán de Madero
Emiliano Zapata är en ort i Mexiko.   Den ligger i kommunen Ixhuatlán de Madero och delstaten Veracruz, i den sydöstra delen av landet, 180 km nordost om huvudstaden Mexico City. Emiliano Zapata ligger 206 meter över havet och antalet invånare är 190.
Terrängen runt Emiliano Zapata är huvudsakligen kuperad, men åt nordost är den platt. Runt Emiliano Zapata är det ganska tätbefolkat, med 75 invånare per kvadratkilometer. Närmaste större samhälle är La Ceiba, 14,9 km nordost om Emiliano Zapata. I omgivningarna runt Emiliano Zapata växer huvudsakligen savannskog.